# Вулиця Гайовської
Вулиця Гайовської — вулиця у Залізничному районі міста Львова, місцевість Білогорща. На початку і в кінці вулиця долучається до вулиці Білогорща.

## Історія та забудова
Вулиця з 1984 року мала назву Новоповітряна бічна, у 1992 році перейменована на Чупринки, на честь головнокомандувача УПА Романа Шухевича (псевдонім — генерал Чупринка), ставши другою вулицею у Львові з цією назвою. Аби уникнути дублювання назв міських вулиць, у 2001 році рішенням Львівської міської ради вулицю перейменували на пошану Любові Гайовської-Рути — письменниці та референта пропаганди Львівського крайового проводу ОУН.
Вулиця Гайовської забудована приватними садибами 1930-х—2000-х років.